# Singapore ai Giochi della XIX Olimpiade
Singapore partecipò ai Giochi della XIX Olimpiade che si sono svolti a Città del Messico dal 12 al 27 ottobre 1968, con una delegazione di quattro atleti impegnati in tre discipline: atletica leggera, sollevamento pesi e tiro, per un totale di sei competizioni. Fu la quinta partecipazione di questo Paese ai Giochi. Non fu conquistata nessuna medaglia.